# Macrosiphoniella lijiangensis
Macrosiphoniella lijiangensis är en insektsart. Macrosiphoniella lijiangensis ingår i släktet Macrosiphoniella och familjen långrörsbladlöss. Inga underarter finns listade i Catalogue of Life.